# Kaufhaus Büsing
Das Kaufhaus Büsing, Butjadinger Straße 101, im niedersächsischen Nordenham-Abbehausen im Landkreis Wesermarsch stammt vom Ende des 19. Jahrhunderts.

Aktuell (2023) wird es als Wohnhaus, Laden und museal genutzt.
Das Gebäude steht unter Denkmalschutz (siehe auch Liste der Baudenkmale in Nordenham).

## Geschichte
1853 wurde die Firma J. H. Büsing Sohn von Johann Hermann Büsing als Gemischtwarenhandlung im ehemaligen Haus der Posthalterei gegründet. 1891 übernahm sein Sohn Gustav Büsing das Geschäft.
Das zweigeschossige giebelständige verputzte Gebäude mit Satteldach, geschossteilenden Gesimsen und dem Dachhaus für den Ladebalken wurde 1897 vom Sohn gebaut.
1927 erwarb die Familie Freese das Kaufhaus. 1938 erweiterte sie es durch einen hinteren Anbau. Innen blieb es im Wesentlichen unverändert. Viele alte belegbare Objekte der Ladeneinrichtung aus der zweiten Hälfte des 19. Jahrhunderts sind erhalten und befinden sich in den hinteren Räumen. Sie können nach Anmeldung besichtigt werden.

Elmer Freese (†) stellte das gesammelte Kulturgut der Öffentlichkeit als Dokumentationsstätte zur Verfügung. Ein Förderverein sorgt für den Erhalt der Objekte, des Archives und einer Fachbibliothek. Nach Leerstand ist seit Januar 2010 der verpachtete Laden wieder freitags und sonnabends geöffnet.